# Мосьє Миша (фільм)
«Мосьє Миша» (фр. Monsieur La Souris) — французька кримінальна драма 1942 року, поставлена режисером Жоржем Лакомбом з Ремю в головній ролі. Екранізація однойменного роману Жоржа Сіменона 1937 року.

## Сюжет
Антонін Раматель, відомий як «Мосьє Миша» (Ремю), доброзичливий старий клошар, колишній викладач сольфеджіо, розорений жінкою, працює портьє в кабаре. Він знаходить труп в машині. Поки він міркує, кого б повідомити про знахідку, машина від'їжджає. Миша підбирає гаманець, вміст якого — велика сума грошей — здає в поліцію, сподіваючись отримати гроші назад через рік і один день. Далі його чекають незвичайні пригоди: він зустрінеться з банкірами і філателістами, отримає удар по голові, послужить приманкою для упіймання вбивці і зможе упізнати його після свого викрадення. Усі ці випробування не принесуть йому ні копійки; усвідомлення цього факту розлютить його.

## У ролях
| Ремю            | ···· | «Мосьє Миша»      |
| Еме Кларіон     | ···· | Симон Негретті    |
| Рене Бержерон   | ···· | інспектор Лоньйон |
| Поль Аміо       | ···· | комісар Люка      |
| П'єр Журдан     | ···· | Фредерік Мюллер   |
| Марсель Мельрак | ···· | Джим              |
| Мішлін Франсе   | ···· | Люсіль Буавен     |
| Рамон Емос      | ···· | Купідон           |
| Жильбер Жиль    | ···· | Крістіан Остіні   |
| Шарль Гранваль  | ···· | мосьє Лаборде     |